# Cratere McKellar
McKellar è un cratere lunare di 50,16 km situato nella parte sud-orientale della faccia nascosta della Luna.